# Khvosh-e Bālā
Khvosh-e Bālā (persiska: خوش بالا, Khowsh-e Bālā) är en ort i Iran.   Den ligger i provinsen Khorasan, i den nordöstra delen av landet, 700 km öster om huvudstaden Teheran. Khvosh-e Bālā ligger 1 221 meter över havet och antalet invånare är 419.
Terrängen runt Khvosh-e Bālā är platt åt sydväst, men åt nordost är den kuperad.Runt Khvosh-e Bālā är det ganska tätbefolkat, med 56 invånare per kvadratkilometer. Närmaste större samhälle är Nīshābūr, 6,1 km väster om Khvosh-e Bālā. Trakten runt Khvosh-e Bālā består till största delen av jordbruksmark.